# Lucy Gordon
Lucy Imogen Gordon (22. května 1980 Oxford, Anglie – 20. května 2009 Paříž, Francie) byla anglická herečka a modelka.

## Životopis
Lucy Imogen Gordon se narodila 22. května 1980 v Oxfordu v Anglii, kde navštěvovala střední školu, na které úspěšně odmaturovala. Po několika letech života v New Yorku se přestěhovala do Paříže.
Před zahájením herecké kariéry se stala tváří značky CoverGirl. Debutovala v roce 2001 rolí Sarah ve filmu Parfém. V roce 2002 se objevila po boku Heatha Ledgera ve filmu Čtyři pírka: Zkouška cti. V roce 2007 se objevila jako reportérka Jennifer Duganová ve filmu Spider-Man 3.
Zahrála si herečku a zpěvačku Jane Birkin ve filmovém životopisném filmu o zpěvákovi a skladateli Serge Gainsbourgovi. Film s názvem Serge Gainsbourg: Heroický život byl uveden na filmovém festivalu v Cannes v roce 2009. Do kin byl uveden začátkem roku 2010.
Dne 20. května 2009 byla nalezena oběšená na elektrickém drátu v pařížském bytě, který sdílela se svým partnerem. Francouzská policie uvedla, že zřejmě spáchala sebevraždu. Zanechala dva dopisy na rozloučenou, jeden s podrobným popisem svých posledních přání ohledně majetku a druhý s dopisem pro rodiče.

## Filmografie (výběr)

### Filmy
- Parfém (2001)
- Čtyři pírka: Zkouška cti (2002)
- Erasmus 2 (2005)
- Spider-Man 3 (2007)
- Serge Gainsbourg: Heroický život (2010)